# Barbaceniopsis
Barbaceniopsis es un nombre botánico para un género de plantas con flores perteneciente a la familia Velloziaceae. Comprende cuatro especies. Es originario de Perú hasta el noroeste de Argentina.

## Especies
- Barbaceniopsis boliviensis
- Barbaceniopsis castillonii
- Barbaceniopsis humahuaquensis
- Barbaceniopsis vargasiana